# Leopold Pölzl
Leopold Pölzl (14. listopadu 1879 St. Aegyd am Neuwalde – 1. září 1944 Ústí nad Labem) byl významným českým německojazyčným sociálnědemokratickým komunálním politikem. Pocházel z Rakouska, byl činný jako novinář, roku 1913 se usadil v Čechách. V letech 1920–1923 a 1931–1938 byl starostou, v letech 1923–1931 prvním náměstkem starosty jednoho z největších československých převážně německojazyčných měst, průmyslového a „rudého“ Ústí nad Labem.

## Politické působení

### Politický profil, volby, funkce
Podobně jako všichni představitelé německé sociální demokracie v ČSR podporoval konstruktivní kurs založený na vzájemné spolupráci obou jazykových skupin v historických zemích republiky.
V roce 1931 byl Pölzlovým protikandidátem známý nacista Hans Krebs, který později uprchl z ČSR před zatčením do nacistického Německa. Pölzl tehdy obdržel hlasy demokratických německých i českých voličů, což nebylo ve své době běžné.
V letech 1931–1935 byl i členem Zemského zastupitelstva v Praze. Pamětníci jej charakterizovali jako věcného politika a poctivého muže, přesvědčeného sociálního demokrata, výborného hospodáře a pečovatele o městské finance, a obratného negociátora.

### Výstavba komunálních bytů
Jeho nesporným úspěchem byla rozsáhlá politika výstavby sociálně dostupných bytů, které realizoval spolu s městským architektem Franzem Josefem Arnoldem. Mnohé z projektů byly i architektonicky mimořádné (např. tzv. S-domy). Postavené domy změnily tvář některých částí Ústí. Přestože v této době byla státem podporovaná bytová výstavba běžná v mnoha městech, ústecké komunální byty patří mezi realizace nejrozsáhlejší a architektonicky nejzajímavější.

### Most Edvarda Beneše
Pölzl se zasloužil i o stavbu známého mohutného ústeckého mostu, pro který prosadil název Most Edvarda Beneše podle tehdejšího prezidenta, o němž se domníval, že bude významnou postavou česko-německého porozumění a jednoty. Sama akce otevření mostu byla jako symbol česko-německé jednoty ve státě aktéry cíleně prezentována, když pásku společně přestřihli právě ústecký starosta Němec Pölzl a Čech Vincenc Řepka, starosta Střekova (Schreckenstein). Paradoxně se roku 1945 právě tento most stal místem pomsty některých Čechů na Němcích za léta německého útisku a vražd na českém národě (tzv. Ústecký masakr). Přímým důvodem byl teroristický akt v nedalekém Krásném Březně, který byl Němcům připisován, a následná jeho oslava ze strany sudetských Němců. Jedním z lidí, kteří na mostě málem zahynuli, byl i sám jeho spoluautor a Pölzlův spolupracovník architekt Franz Josef Arnold, který však masakr přežil, když jej jeho syn vytáhl z hromady mrtvol . Jiný zdroj však tuto dílčí událost považuje za smyšlenou. Oba, otec i tehdy dvanáctiletý syn Dietmar, hned druhý den ráno po masakru v rámci odsunu německého obyvatelstva ve zdraví opustili město.

### Atmosféra ve městě
Pölzlovo Ústí bylo do značné míry příkladem slušné a věcné demokratické administrativy. Průmyslové město ve 20. letech poměrně prosperovalo. Krize je zasáhla sice silně, přesto však o něco méně, než oblasti s lehkým exportním průmyslem (Liberecko, Karlovarsko). Rozsáhlé investice do komunální bytové výstavby, nemocnice, škol, knihoven a dalších veřejných zařízení vedla k celkově slušným životním podmínkám ve městě. Na tomto kursu participovali i místní průmyslníci – Weinmann např. zřízením sanatoria, Schicht rozsáhlou bytovou výstavbou a jiným zlepšování podmínek pro své zaměstnance. Ve městě se usadili někteří ruští emigranti a ve 30. letech se stalo důležitým útočištěm lidí uprchlých z nacistického Německa.
Naopak se nikdy nepodařilo realizovat stavbu nové radnice, uvažovanou už od konce 19. století a ani vznik vysoké školy v Ústí nebo Teplicích.

## Rok 1938 a sklonek života
V krizové době jara až léta 1938 zůstávalo Ústí nad Labem poměrně bezpečným městem díky existenci silných paramilitantních jednotek sociální demokracie Republikanische Wehr, proti kterým si henleinovci nemohli dovolit výrazněji vystoupit. V obecních volbách v květnu 1938 však ztratil Pölzl post starosty ve prospěch kandidáta SdP Richarda Taubeho. Pölzlova výzva k finanční sbírce na obranu republiky byla tehdy novým starostou označena za provokaci.
Ve městě žil přes mnohé výhrůžky ze strany teroristů i nadále (někteří jiní demokratičtí politici ve srovnatelném postavení z jiných měst uprchli do Prahy). To se mu málem stalo osudným, když byl před okupací pohraničí Německem na počátku října 1938 napaden henleinovci, unesen ze svého bytu a vlečen ulicemi Ústí nad Labem, kamenován a měl být veřejně zlynčován k smrti. Náhodně přítomný příslušník gestapa (které obsazovalo území s předstihem a zatýkalo osoby podle předem připravených seznamů) jej však zatkl a tím mu zachránil život. Pölzl byl vězněn, ale roku 1939 byl nakonec propuštěn.
Během 40. let se kolem něj seskupila podzemní skupina, složená převážně z bývalých sociálních demokratů. Ke konci války se jí podařilo mj. několik důležitých sabotáží. Roku 1944 měl Pölzl zdravotní problémy a byl hospitalizován v ústecké nemocnici, kde zemřel na selhání srdce. Podle svědků byl zavražděn nemocniční sestrou, zřejmě nacistkou, která mu měla záměrně způsobit krevní embolii . Sborník, shrnující úspěchy jeho dvacetiletého působení v komunální politice, který měl původně vyjít k 20. výročí republiky v říjnu 1938, byl rozmetán v sazbě.

## Druhý život

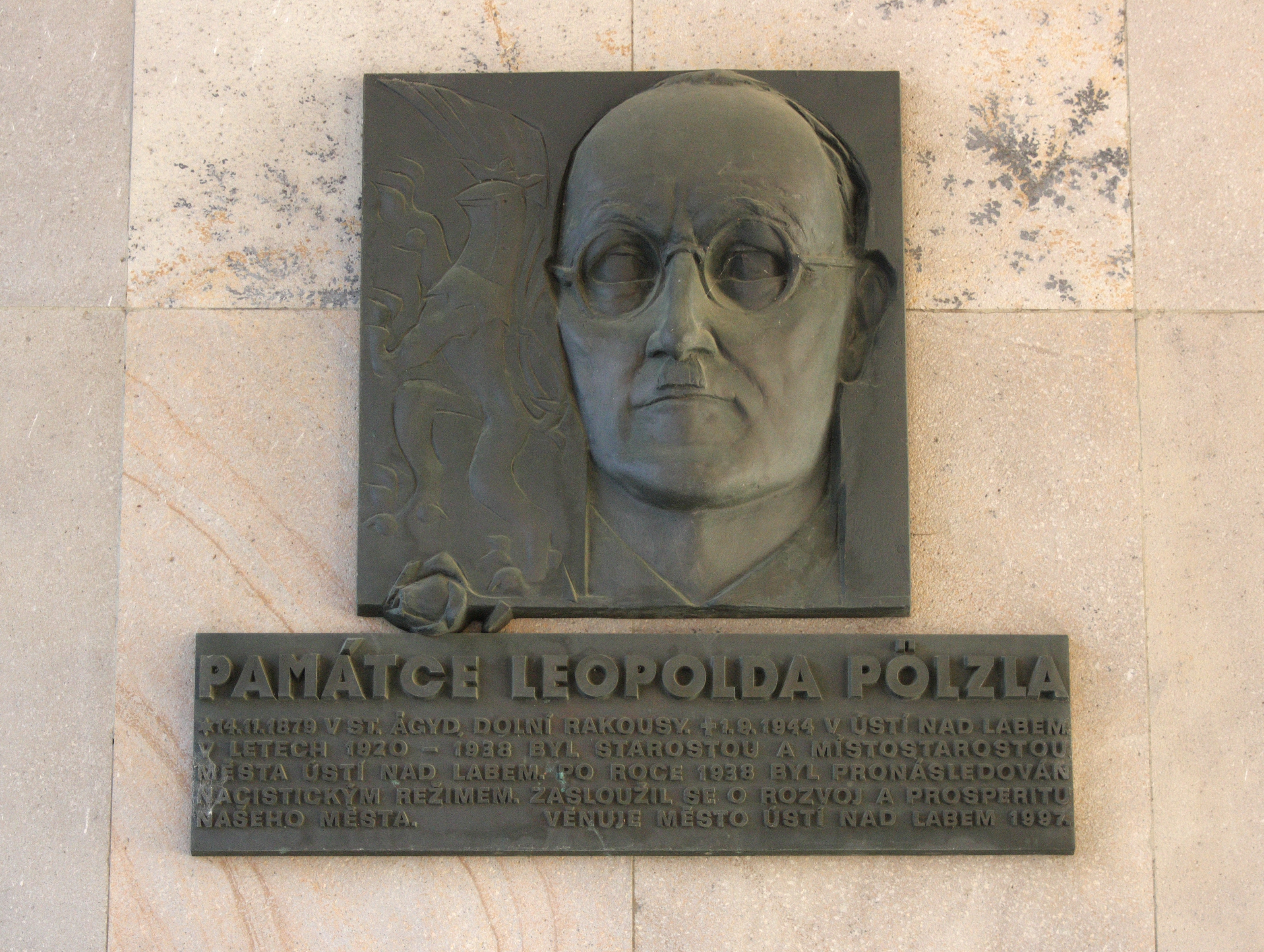
pamětní deska Leopolda Pölzla na budově ústeckého magistrátu

Po roce 1945 bylo jakékoli výraznější a objektivní studium novější dějin velmi omezeno. KSČ měla špatné svědomí vůči všem německým antifašistům, které po válce zradila, aby podlézala českému národovecko-tradicionalistickému mainstreamu. Stejně tak byla Pölzlova památka téměř vymazána v Německu, kde hlavní místo ovládla v některých svých členech postnacistická Sudetendeutsche Landsmannschaft. Pölzlovu památku naopak připomínali marginalizovaní sociální demokraté z Zinnerova okruhu a lidé z Seliger-Gemeinde (která se ovšem na rozdíl od přesvědčených demokratů Zinnerova okruhu navazuje na nacionalizující proud Wenzela Jaksche).
Ještě roku 1996 tehdejší představitelé Ústí nad Labem odmítli návrh připomenout Pölzlovu památku pamětní deskou . Roku 1996 byla pak navrhovaná deska odhalena německými sociálními demokraty z Československa na Aussiger Platz v Mnichově. Nakonec byla roku 1998 i v Ústí nad Labem odhalena Pölzlova pamětní deska . Příčinou Pölzlova odmítání byla patrně i široká neznalost vlastních dlouhá léta tabuizovaných dějin. Právě koncem 90. let vyšly péčí historiků Kaiserových široce koncipované Dějiny města Ústí nad Labem, kde byly novější dějiny města objektivním způsobem popsány vůbec poprvé. Roku 2007 se pak Ústí konečně dočkalo několika nových názvů ulic po svých významných občanech – Pölzlovi, Weinmannovi a Petschkovi.
V roce 2002 vyšla menší monografie Martina Chrze Leopold Pölzl, vydaná ústeckým Muzeem.